# Schlacht von Kirina
Als Schlacht von Kirina wird ein kriegerisches Aufeinandertreffen von Truppen eines Königs der Sosso, Sumanguru Kanté, mit einer Armee des Prinzen der Mandinka, Sundiata Keïta, im Jahr 1235 in Kirina, in der Region Koulikoro (im heutigen Mali gelegen) bezeichnet. Der Sieg des Keita-Klans über die Kanté begründete das neue Malireich, welches sich über Westafrika erstreckte.

## Vorgeschichte
Gegen Ende des 12. Jahrhunderts zerfiel das ehemals dominante Reich von Ghana nach einer Invasion der Almoraviden im 11. Jahrhundert. Dieser Zerfall führte zu einem Machtvakuum, das sowohl das Volk der Sosso, aus Tekrur, und das Volk der Mandinka, aus der Region des Oberlaufes des Nigers, füllen wollten. Diese Schlacht gilt als Beginn des Malireiches.

## Die Schlacht
Sundiata Keita mobilisierte eine Koalition mit Truppen aus mehreren Mande-Kleinkönigreichen, um den Einfluss der Sosso zu beschneiden, da diese immer mehr an Macht gewannen. Die Truppen standen sich in einer klassischen Aufstellung gegenüber (Kavallerie an den Flügeln, Infanterie im Zentrum) und waren annähernd gleich stark. Die Schlacht wurde entschieden, als es Soundjata Keita gelang, Sumanguru Kanté mit einem Pfeil zu töten. Der Legende nach war die Pfeilspitze der Sporn eines weißen Hahnes, da nur damit die Zauberkraft des Kanté gebrochen werden konnte, es ist aber davon auszugehen, dass ein üblicher vergifteter Pfeil zum Einsatz kam.